# Barkweda
Barkweda (Duits: Klein Bergfriede) is een dorp in de Poolse woiwodschap Ermland-Mazurië. De plaats maakt deel uit van de gemeente Dywity..

## Geografie
Barkweda ligt in het westen van het Mazurisch Merenplateau, een morenegebied dat deel uitmaakt van de Baltische Landrug. Karakteristiek voor dit gebied zijn de talrijke meren, rivieren en zowel naald- als loofbomen. 
Het dorp ligt in het dal van de rivier de Lyna. Het centrum van Olsztyn is 18 km verderop, Dywity 8 km, en het dichtstbijzijnde dorp Bukwałd ruim 2 km.

## Geschiedenis
De nederzetting werd in 1425 genoemd in de context van 'Molendinum in Bergfrede', geschreven over een watermolen in de naburige rivier de Łyna. Latere namen waren Bergfride (1579), Bergfrieden (1629) en Bergfriede (sinds 1701).
Op 2-4 februari voerde Napoleon Bonaparte hier een strijd met Pruisische en Rusissche troepen bij een oversteek van de Łyna.. Volgens de traditie had Napoleon zijn commandopost onder een boom. De boom, een eik, overleefde als een natuurlijk monument tot een brand in 1922. Bij een meting in 1897, op 1,3m hoogte was de omtrek 9m.

## Verkeer en vervoer
- Vanaf station Bukwałd, op de rand van de bebouwde kom van Barkweda, rijden dagelijks drie treinen v.v. tussen Braniewo en Olsztyn Główny.
- Barkweda wordt slechts ontsloten door secundaire wegen. De dichtstbijzijnde regionale weg, de 51, loopt door Dywity richting Olsztyn.

## Sport en recreatie
- In Barkweda start de Napoleonsroute. Deze 39 km lange wandelroute komt langs Gutkowo, Mątki, Jonkowo, Łomy, Pupki, Gołogóra, Skolity, Dąbrówka en Konradowo[5]
- Door deze plaats loopt de Europese wandelroute E11. De E11 loopt van Den Haag naar het oosten, op dit moment de grens Polen/Litouwen. Ter plaatse komt de route van het zuiden via de Łyna van Olsztyn, en vervolgt noordwaarts naar Cerkiewnik.

## Galerij

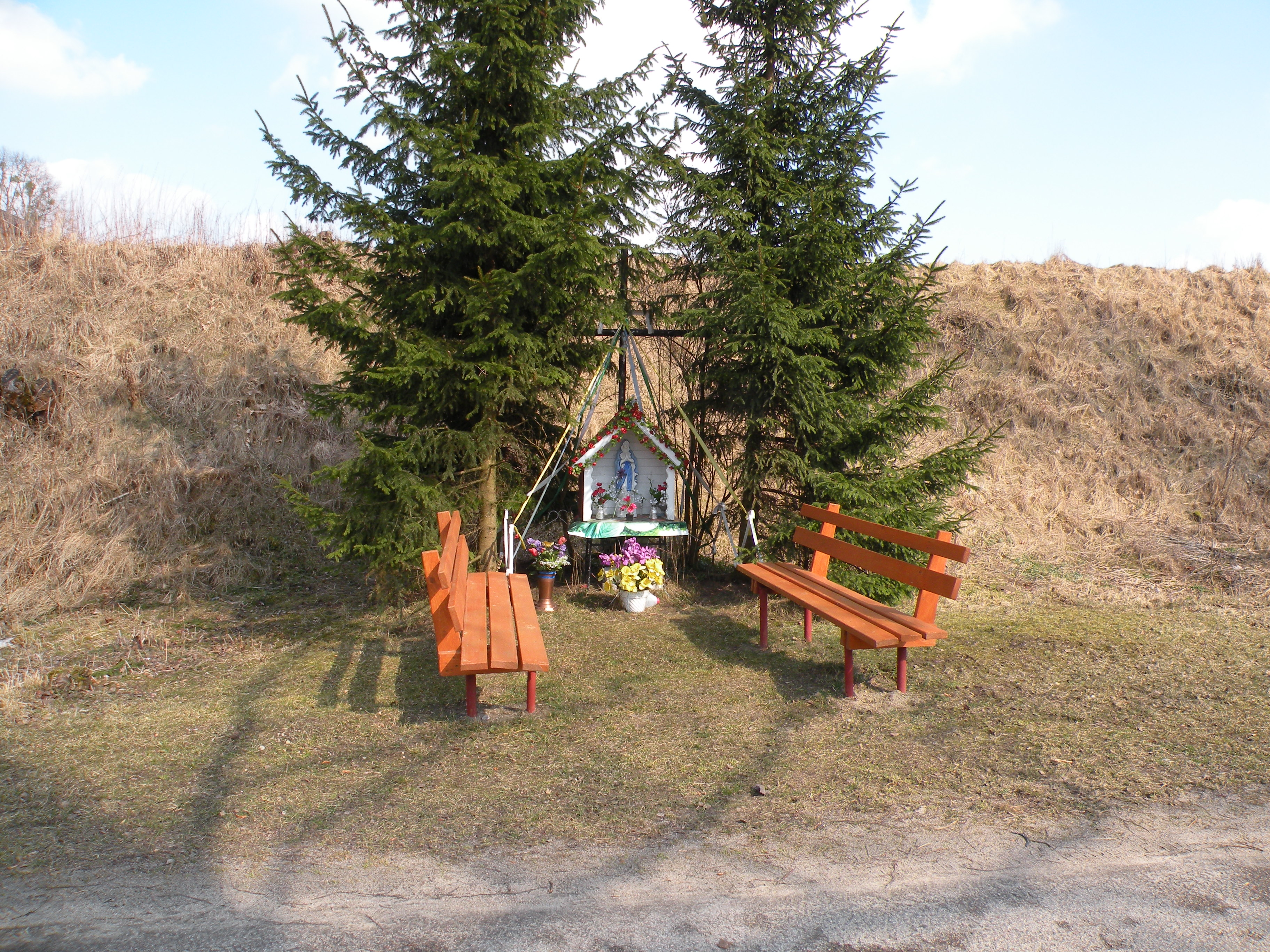
Onderhouden kapel in Barkweda, voorbeeld van de levende tradities en religieuze beleving in Ermland.
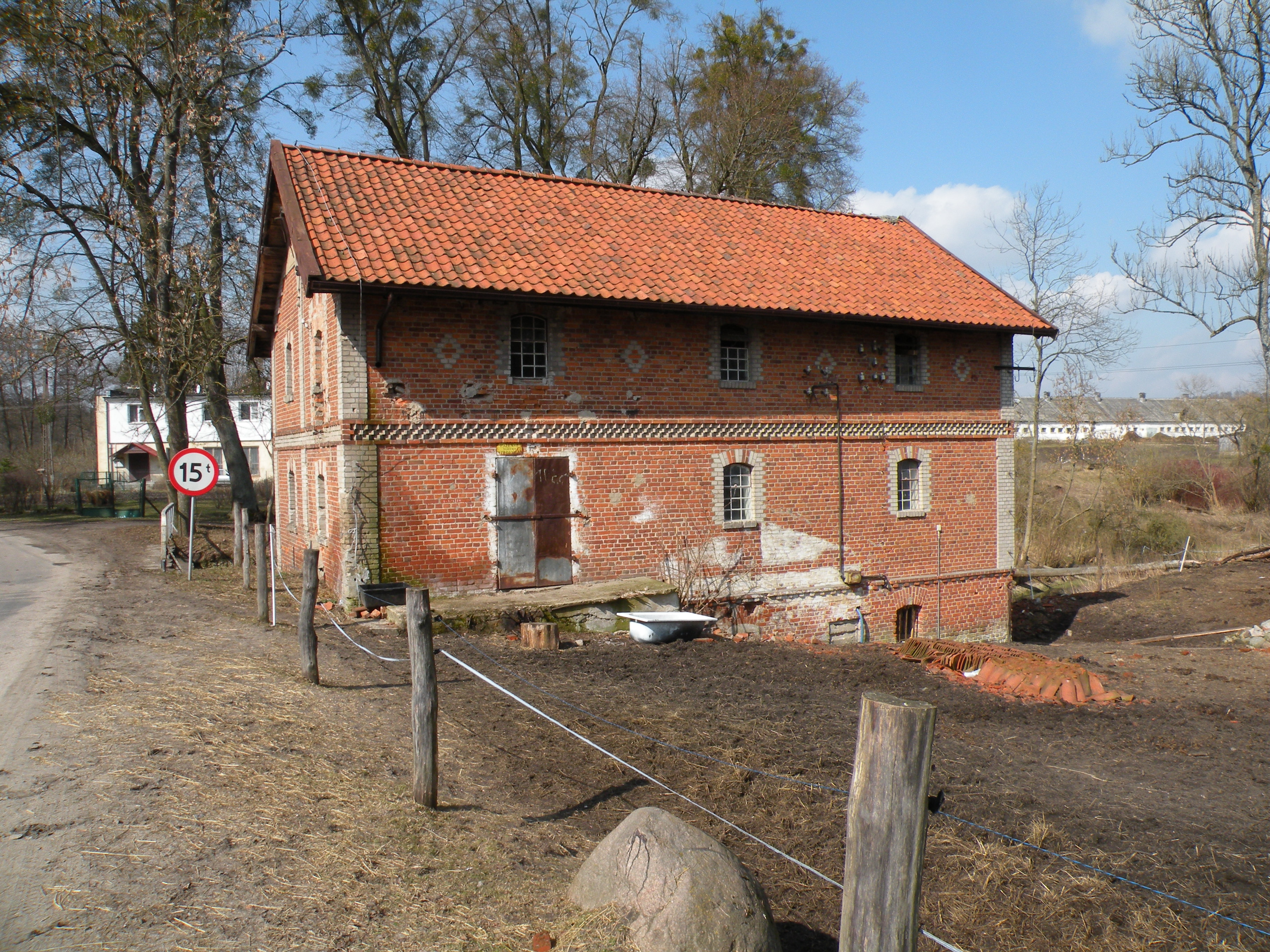
Voormalige watermolen, gebouwd in 1901
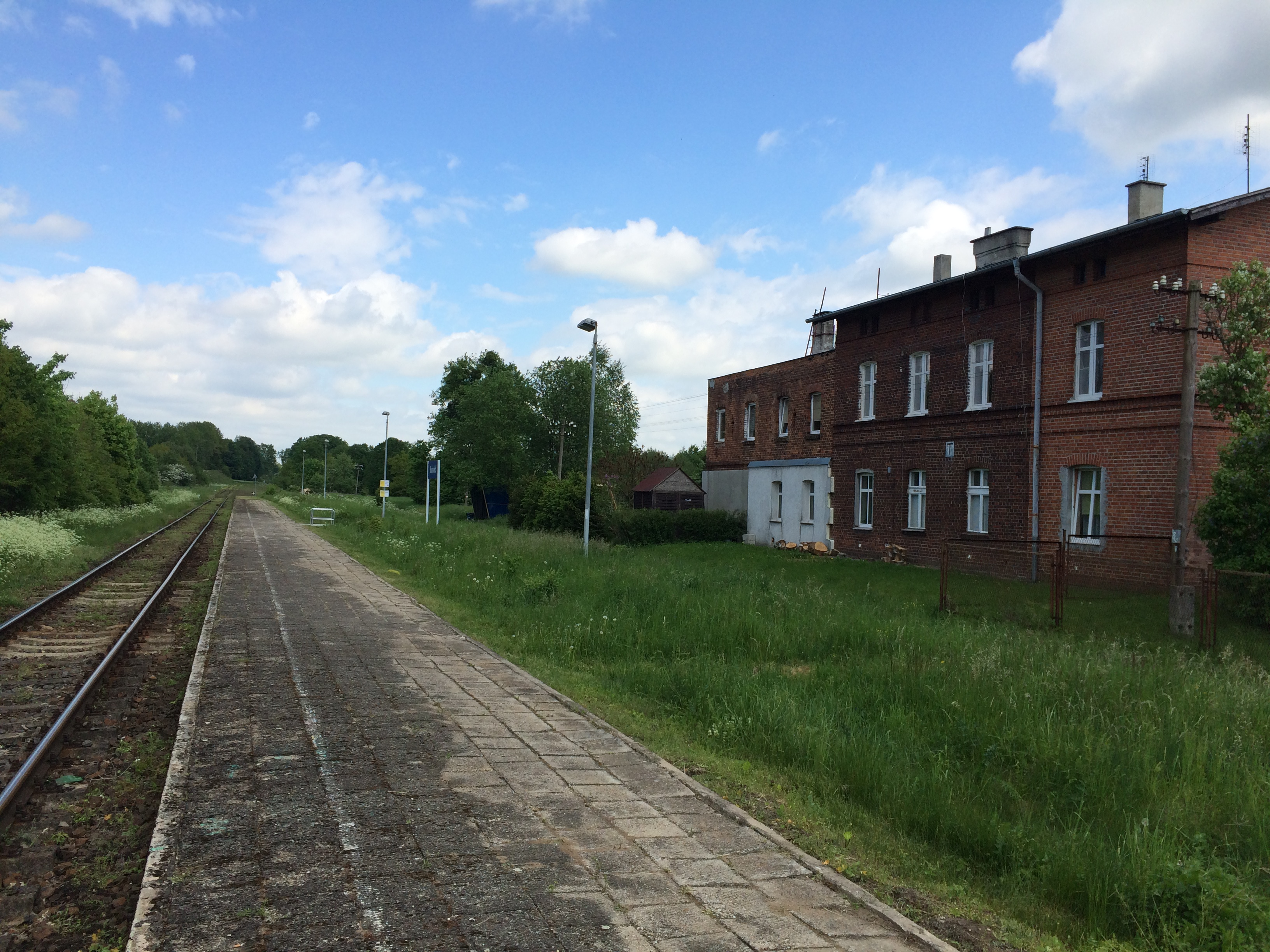
De gebouwen en perrons van station Bukwałd
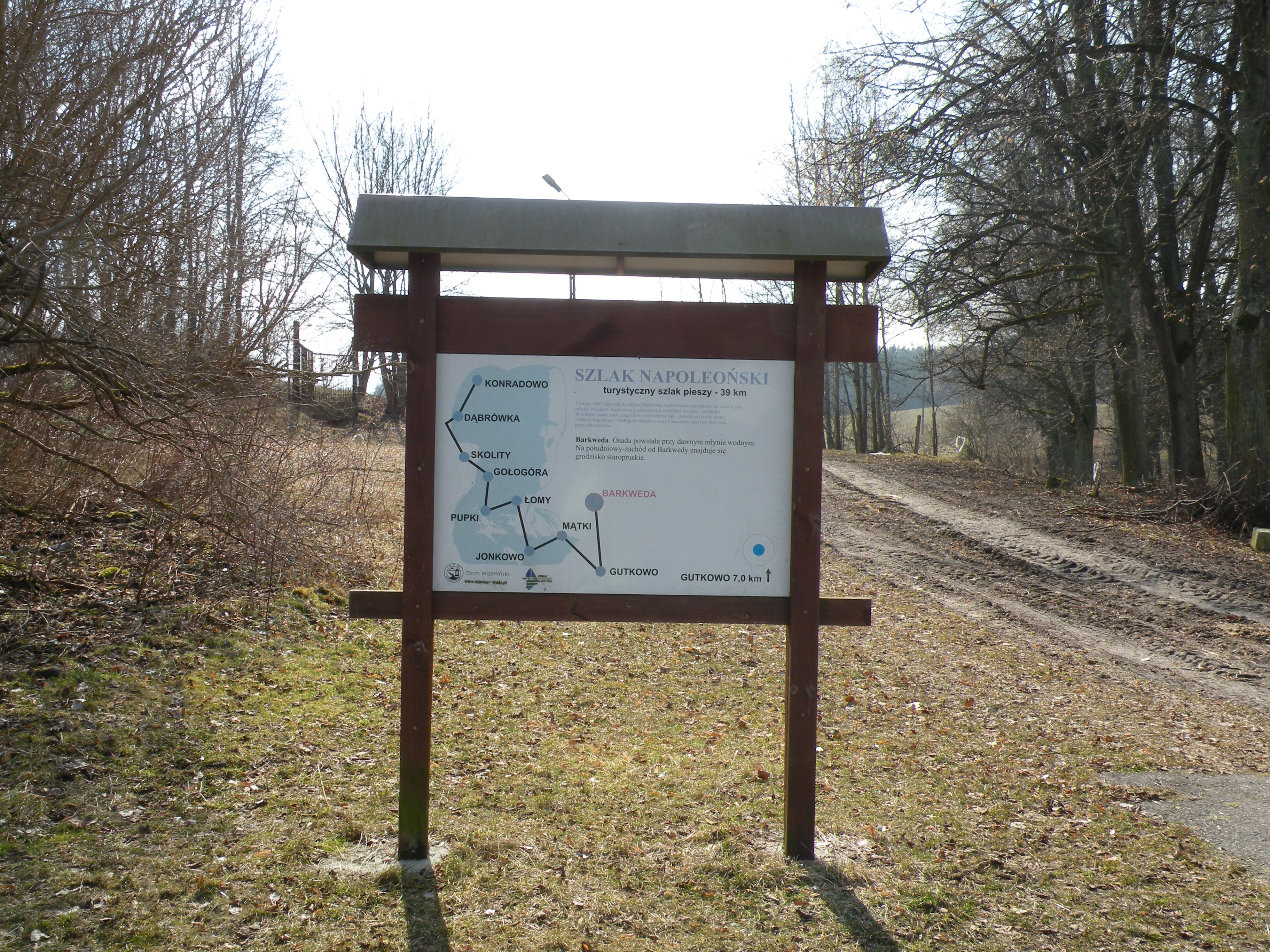
Paneel met beschrijving van de Napoleonsroute